# محمد خالد جاملوس
محمد خالد جاملوس (انگلیسی: Muhamad Khalid Jamlus؛ زادهٔ ۲۳ فوریهٔ ۱۹۷۷) بازیکن فوتبال اهل مالزی بود.
از باشگاه‌هایی که در آن بازی کرده است می‌توان به باشگاه فوتبال سلانگور، باشگاه فوتبال پراک، و باشگاه فوتبال کلانتان اشاره کرد.
وی همچنین در تیم‌های ملی فوتبال زیر ۲۳ سال مالزی و مالزی بازی کرده است.